# Ситник амурский
Си́тник аму́рский (лат. Juncus amuricus) — однолетнее травянистое растение, вид рода Ситник (Juncus) семейства ситниковых (Juncaceae). Местный вид для нижнего течения реки Амур и Западного побережья США.

## Ботаническое описание
Низкорослое (3–10 см высотой), зелёное, рыхлокустистое однолетнее травянистое растение. Стебли нитевидные, обычно полегающие, часто разветвлённые уже у основания.
Листья линейные, плоские, шириной всего 0,3–0,4 мм, короткие.
Соцветие малоразветвлённое (почти простое), с длинными тонкими, свисающими и слегка извитыми веточками; цветки резко расставлены один от другого. Прицветные чешуи белоплёнчатые, ланцетные, острые, приблизительно в два раза короче околоцветника. Листочки околоцветника ланцетные; внутренние немного короче внешних, кверху быстро суженные в шиловидное, наружу отогнутое острие. Основание листочков зелёное, верхняя часть — ржавчато‑коричневая, широко белоперепончатая по краю. Тычинки примерно в 2½ раза короче околоцветника. Пыльники продолговатые, втрое короче тычиночных нитей. 
Плод — шаровидно‑яйцевидная коробочка, тёмно‑зелёная (позднее буреющая), без носика, лишь немного короче листочков околоцветника.
Цветение — июнь – июль; плодоношение — июль – август.

## Распространение и экология
Дальний восток России (Амурская область, Хабаровский край, Приморский край). По современным данным, также обитает в Северной Мексике и на Западном побережье США (Аризона, Британская Колумбия, Калифорния, Колорадо, Айдахо, Орегон, Вашингтон).
Вид описан из низовьев Амура (Уссурийский район): песчаные отмели и острова между протоками Чора и Бури, окрестности села Пульса; типовое местонахождение — противоположный берег Амура напротив села Монгломай. Предпочитает сырые, периодически затопляемые аллювиальные пески.

## Таксономия
Впервые описан К. Максимовичем в ранге разновидности Juncus bufonius var. amuricus (1859). Как самостоятельный вид выделен Кречетовичем и Гончаровым (Addenda ad «Flora URSS», II: 623). Относится к секции Bufonii V.Krecz. et Gontsch.

### Синонимы
Согласно данным POWO в синонимику вида входят следующие названия:
- Agathryon amuricum (Maxim.) Záv.Drábk. & Proćków in Phytotaxa 622: 33 (2023)
- Juncus bufonius var. amuricus  Maxim. in Mém. Acad. Imp. Sci. St.-Pétersbourg Divers Savans 9: 294 (1859)
- Juncus sphaerocarpus var. amuricus  (Maxim.) Buchenau in H.G.A.Engler (ed.), Pflanzenr., IV, 36: 108 (1906)
- Juncus bufonius var. occidentalis F.J.Herm. in Madroño 25: 104 (1978)

## Охрана
Специальный охранный статус не установлен; из‑за узкого ареала и приуроченности к динамичным речным пескам вид потенциально уязвим при изменении гидрорежима Амура.